# Saint-Laurent-Bretagne
Saint-Laurent-Bretagne è un comune francese di 428 abitanti situato nel dipartimento dei Pirenei Atlantici nella regione della Nuova Aquitania.

## Società

### Evoluzione demografica
Abitanti censiti